# حزب باد

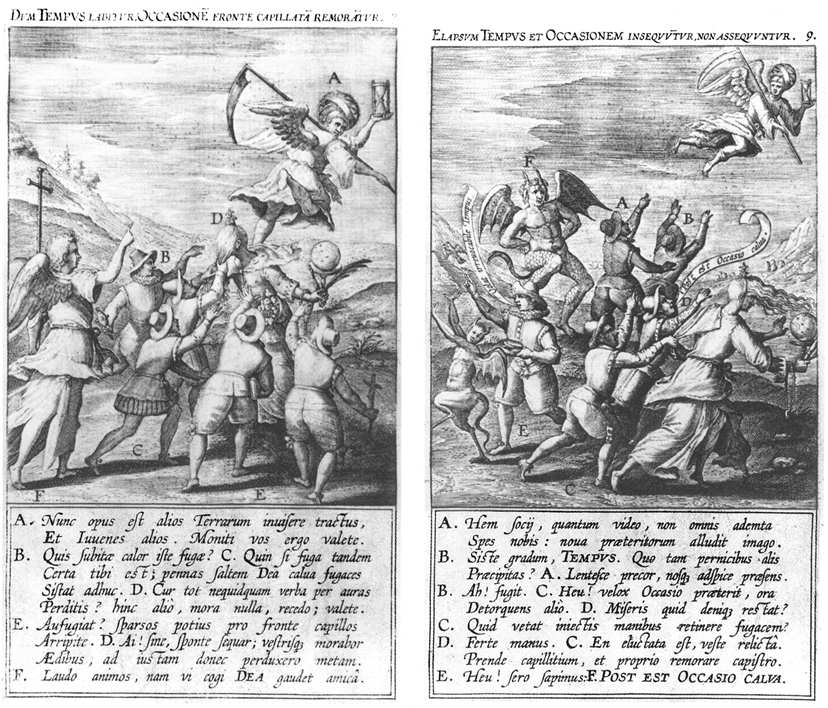
فرصت مورد استفاده قرار گرفت، فرصت از دست رفت، حکاکی توسط تئودور گال، ۱۶۰۵

حزب باد یا فرصت‌طلبی (به انگلیسی: Opportunism) به استفاده از شرایط گفته می‌شود؛ بدون توجه به اصول یا عواقب آن برای دیگران.
اقدامات اپورتونیستی، اقدامات مصلحتی هستند که عمدتاً با انگیزه‌های منافع شخصی هدایت می‌شوند. این اصطلاح را می‌توان در مورد انسان‌ها و موجودات زنده، گروه‌ها، سازمان‌ها، سبک‌ها، رفتارها و گرایش‌ها به کار برد. فرصت‌طلبی یا «رفتار فرصت‌طلبانه» یک مفهوم مهم در زمینه‌های مطالعاتی مانند زیست‌شناسی، هزینه تراکنش، نظریه بازی، اخلاق، روان‌شناسی، جامعه‌شناسی و سیاست است.
فرصت‌طلبی به تغییر جهت دادن بر حسب دگرگونی اوضاع و همچنین به خاطر سود شخصی دلالت دارد.
کسانی را عضو حزب باد (اپورتونیست) می‌نامند که همواره به سوی قدرتِ وقت گرایش دارند و پایبند اصولی نیستند یا اصول خود را فدا می‌کنند.

## مفاهیم اخلاقی
اپورتونیسم به عنوان یک سبک رفتار انسانی، معنای فقدان صداقت، یا انجام کاری غیرمنطقی (ناسازگار) را دارد. فکر اساسی این است که بهای پیگیری بی بند و باری خودخواهی، ناسازگاری رفتاری است؛ بنابراین، اپورتونیسم شامل به خطر انداختن برخی یا دیگر اصولی است که معمولاً رعایت می‌شوند. با این حال، تعیین مرز بین منفعت شخصی مشروع و خودخواهی نامطلوب (یا ضد اجتماعی) می‌تواند دشوار باشد. تعریف متکی بر دیدگاه است.
برخی افراد یک موضع فرصت طلبانه را به عنوان یک انتخاب مشروع می‌دانند؛ بنابراین، محافظه‌کار بریتانیا دولتمرد استنلی بالدوین قرار است به طعنه گفته باشد:
من ترجیح می‌دهم فرصت‌طلب باشم و شناور باشم تا اینکه با اصولی که در گردنم است به سمت پایین بروم.
- استنلی بالدوین
در اپورتونیسم، زندگی به عنوان یک مقدار بی‌نهایت فرصت در نظر گرفته می‌شود که در آن الگوی پاسخ‌های فرد به هر یک هویت آنها را مشخص می‌کند. همچنین می‌توان آن را تلاش برای تحقق یا بیان برخی اصول دانست. با این حال، معضل اخلاقی که توسط اپورتونیسم مطرح می‌شود، به «تضاد» منافع شخصی با منافع دیگران یا پیروی از یک اصل مربوط می‌شود: یا انجام آنچه می‌خواهد یا انجام «آنچه که باید انجام شود». بدین ترتیب، به‌طور ماهوی، اپورتونیسم به عمل به فرصت‌ها به شیوه‌ای منفعت طلبانه، جانبدارانه یا یک جانبه اشاره دارد که به نحوی با یک یا چند قاعده، قانون، هنجار یا اصل کلی «تعارض» یا «تضاد» دارد.
این واقعیت که کنش منفعت‌خواهانه این تعارض را برمی‌انگیزد، نشان می‌دهد تمایل به استفاده از فرصت‌ها به نفع «بیش از حد» یا «نادرست» است و نتیجه آن کمبود شخصیت یا عدم تناسب است. از این رو اصطلاح اپورتونیسم اغلب مفهوم عبارت تحقیرآمیز را دارد. اخلاق‌گرایان ممکن است از اپورتونیسم بیزار باشند تا آنجا که اپورتونیسم متضمن نقض یک اصل اخلاقی است.

### حقوقی
«فرصت‌طلبی حقوقی» اصطلاحی است که در مقاله‌ای در سال ۲۰۱۵ در مجله پژوهش‌های تجاری، برای توصیف دعوای حقوقی پس از عرضه اولیه سهام برای بازیابی زیان‌های احتمالی پس از تحولات منفی سهام، صرف نظر از ماهیت قانونی ادعا ابداع شد.